# 三齿鲀
三齿鲀（学名：Triodon macropterus）为輻鰭魚綱鲀形目四齒魨亞目三齿鲀科下唯一属三齿鲀属下的唯一的现存鱼类，又名長鰭三齒魨。按照化石记录，这个科下其它物种从始新世开始出现。现在分布于印度洋和太平洋西部，如台湾附近等，棲息深度50-300公尺，體長可達54公分。该物种的模式产地在毛里求斯。
三齿鲀体型独特，肚子上有一片和身体差不多大的皮，皮上还有一个像眼睛的斑。感觉危险时它吸进海水，涨满这张皮，使得体积翻倍，吓走掠食者。

## 扩展阅读
維基物種上的相關：三齿鲀